# Jakob Nielsen (mathématicien)
Pour les articles homonymes, voir Jakob Nielsen et Nielsen.
Jakob Nielsen, né le 15 octobre 1890 à Mjels, Als et décédé le 3 août 1959 à Helsingør, est un mathématicien danois, connu pour ses recherches sur les automorphismes des variétés bidimensionnelles.

## Biographie
Nielsen est né dans le village de Mjels, sur l’île d'Als dans le Nord-Schleswig, qui à l'époque dépendait de la province du Schleswig-Holstein. Il n'avait que trois ans lorsque sa mère mourut, de sorte qu'à partir de 1900 il alla vivre chez sa tante puis fut interne dans un lycée, dont il fut renvoyé en 1907 pour avoir été membre d'une confrérie étudiante interdite. Il s'inscrivit l'année suivante (1908) à l’université de Kiel.
Il soutint en 1913 sa thèse de doctorat et fut versé dans la Kaiserliche Marine au début de la guerre. Il fut affecté à la surveillance des côtes. En 1915, on le dépêcha à Constantinople comme conseiller militaire du gouvernement turc. La paix revenue, Nielsen épousa au printemps 1919 Carola von Pieverling, un médecin allemand.
En 1920, Nielsen obtint un poste à l’École technique supérieure de Breslau. L'année suivante, il publia un article dans Mathematisk Tidsskrift, où il démontrait que tout sous-groupe d'un groupe libre à un nombre fini de générateurs est libre. Otto Schreier généralisa ce résultat en 1926, en levant l'hypothèse que les groupes libres doivent être engendrés par un nombre fini d'éléments ; cet énoncé est aujourd'hui cité comme le théorème de Nielsen-Schreier. Nielsen enseigna ensuite de 1921 à 1925 à l’Université royale agronomique et vétérinaire de Copenhague, et à l’Université technique du Danemark à Copenhague.
Au cours de la Deuxième Guerre mondiale, les Alliés projetèrent plusieurs fois d'enlever Nielsen et de le ramener aux États-Unis, car on craignait qu'il ne soit capturé par les nazis. Mais Nielsen passa toute la guerre au Danemark, sans jamais être inquiété par les nazis.
Il a laissé, avec Werner Fenchel, son nom à un système de coordonnées (coordonnées de Fenchel-Nielsen) dans les espaces de Teichmüller. Fenchel a d'ailleurs publié ses œuvres.
En 1951, Nielsen devint professeur de mathématiques de l’université de Copenhague, prenant la succession de Harald Bohr qui venait de mourir. Il démissionna pourtant dès 1955 en raison de la surcharge de travail que lui donnait sa correspondance internationale, notamment en tant que membre élu de l’UNESCO, de 1952 à 1958.
Il prononça la conférence d'ouverture (sur la topologie des applications entre surfaces) du Congrès international des mathématiciens d’Oslo de 1936.